# Museo nacional Fernand-Léger
El Museo nacional Fernand-Léger (en francés: musée national Fernand-Léger) o Museo Fernand-Léger (en francés: musée Fernand-Léger) es un museo situado en Biot en los Alpes Marítimos y dedicado a la obra del famoso artista francés del siglo XX Fernand Léger. El museo cuenta con la mayor colección de obras del artista. En su origen museo privado, hoy en día es un museo nacional de propiedad del Estado que posee la etiqueta de Label musée de France.

## Historia

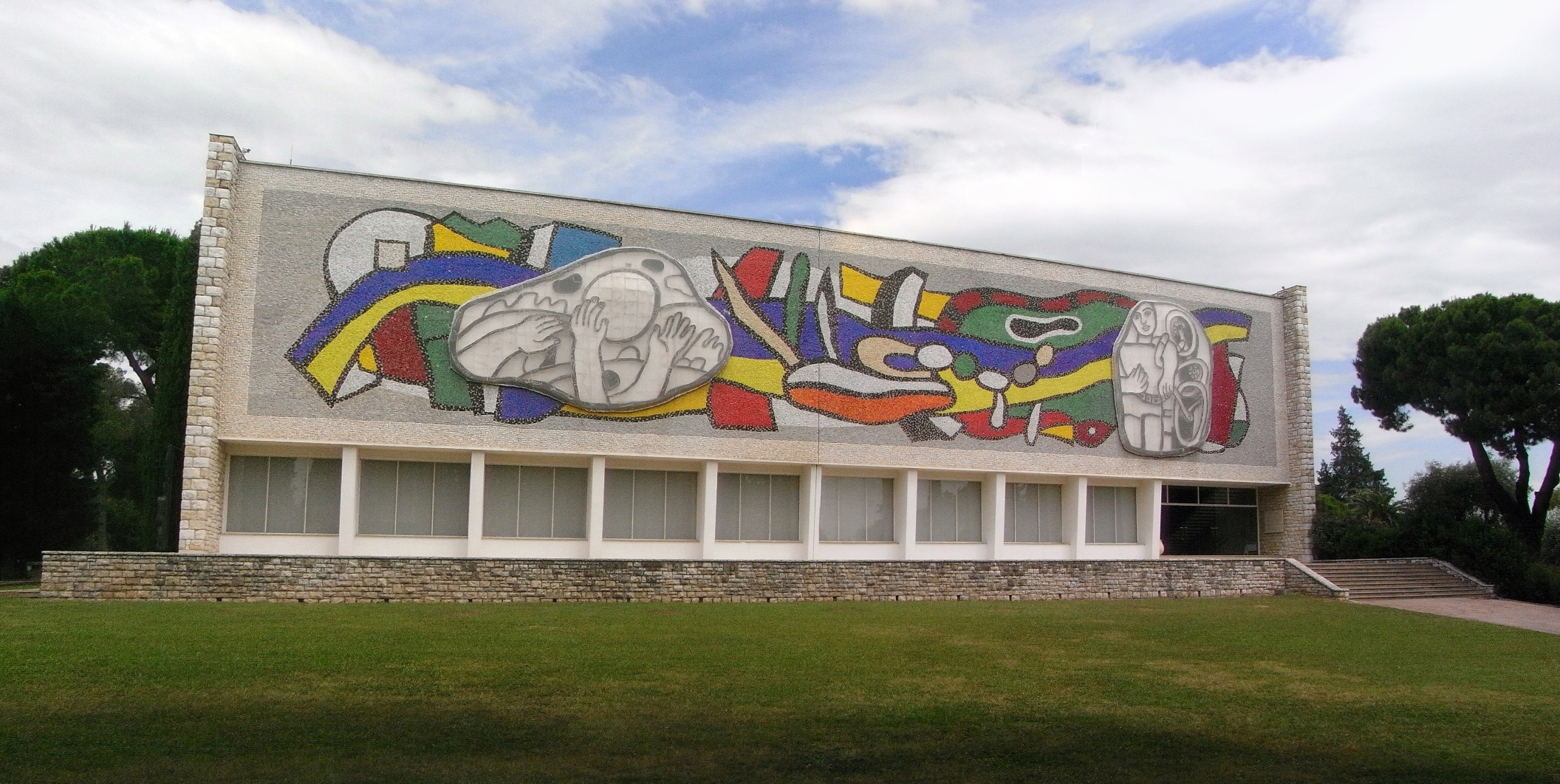
Vista del edificio

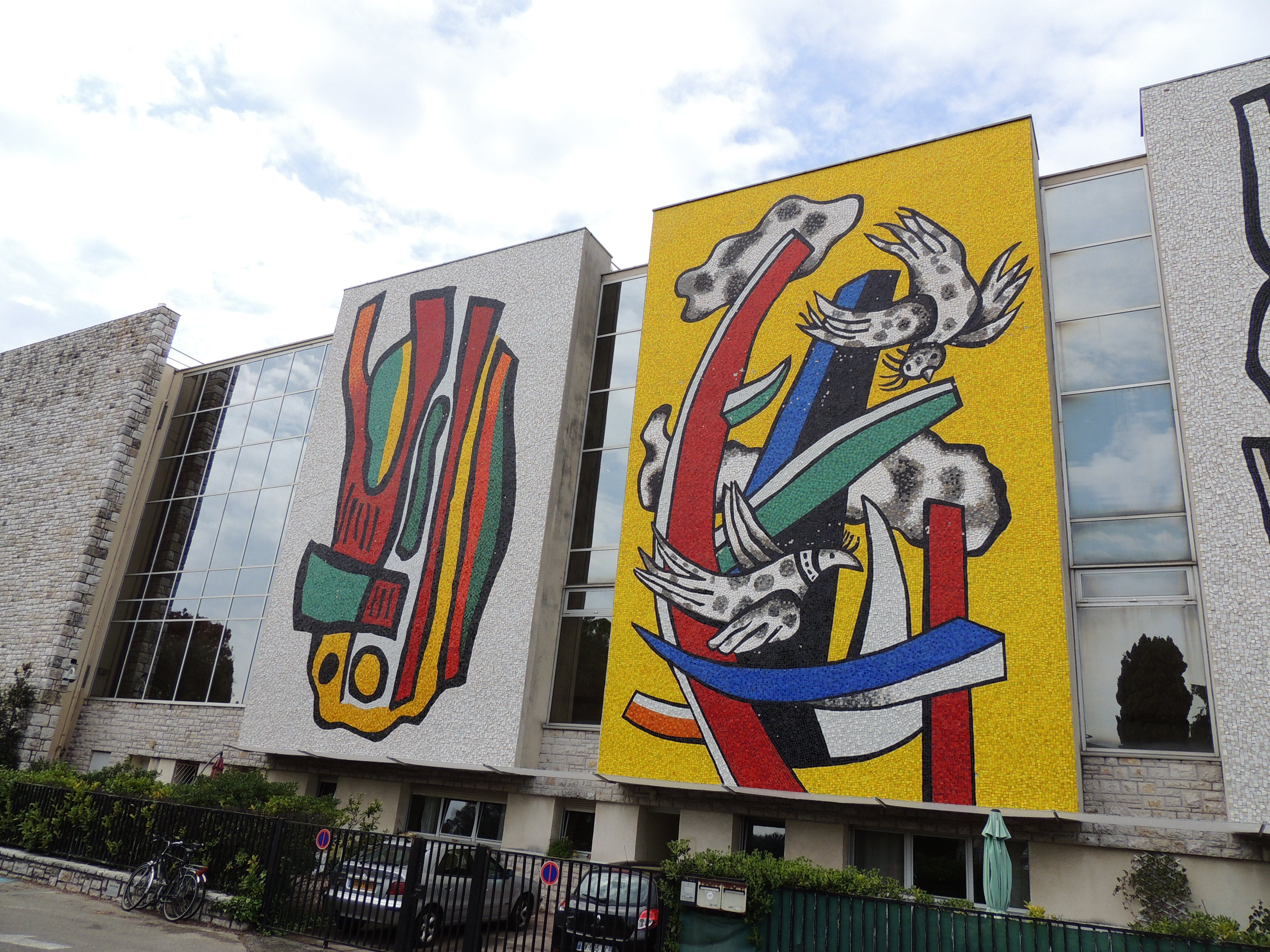
Vista trasera del edificio

Poco antes de su muerte en 1955, Fernand Léger había adquirido una propiedad, llamada mas Saint-André, cerca de Biot con la intención de instalar en su jardín esculturas policromadas en cerámica. Después de su muerte, su esposa Nadia Léger y Georges Bauquier, asistente y amigo de Léger, decidieron construir un museo en la propiedad dedicada a presentar la obra del artista. De hecho, a su muerte Léger dejó muchas obras en su estudio en Gif-sur-Yvette. Eran obras abandonadas por el artista en curso de realización, trabajos en curso de ejecución así como obras maestras de las que Léger no quería separarse. Nadia Léger eligió con Georges Bauquier en el taller de Gif-sur-Yvette las obras de Léger que serían presentadas en el museo.
Este último, diseñado por el arquitecto Andreï Svetchine, fue inaugurado por Gaëtan Picon, director general de Artes y Letras, el 13 de mayo de 1960. Se incluye en su fachada sur un gran mosaico hecho a partir de estudios de un mosaico que Léger debía realizar para el estadio-velódromo de la ciudad de Hannover. Al principio, el museo no era un museo nacional sino un museo privado propiedad de Nadia Léger y Georges Bauquier que presentó su colección de obras de Léger, que era la reunión más grande de obras del artista en el mundo. Pinturas, dibujos, cerámicas, bronces y tapices constituían las colecciones permanentes del museo.
Los fundadores ofrecieron en 1967 al Estado el museo y 348 obras. El nuevo museo nacional fue inaugurado el 4 de febrero de 1969 por André Malraux, entonces ministro de Asuntos culturales. Las colecciones de los museos se vieron reforzadas por obras provenientes directamente de la colección privada que aún poseían Nadia Léger y Georges Bauquier, que serían también los directores de por vida del museo Fernand Léger. Nadia Léger murió en 1982 y Bauquierse retiró de la dirección del museo en 1993.
Desde en 1994 la colección del museo se enriqueció de nuevo gracias a varias adquisiciones de dibujos y depósitos del Museo nacional de arte moderno de París.
En 1990, el edificio del museo fue objeto de una expansión que duplicó su superficie y en 2008 se inauguraron nuevas instalaciones para facilitar la visita y para mostrar mejor las obras presentadas. El museo también dispone un espacio para exposiciones temporales de arte moderno.
En 2010, para celebrar los 50 años del museo y a iniciativa de imago records, fue organizado el Festival Popanalia con Archie Shepp & Tom McClung, Trilok Gurtu & Omar Sosa & Paolo Fresu, Gong, Rémy Kolpa Kopoul, Sashird Lao y el artista plástico Patrick Moya.

## Colecciones

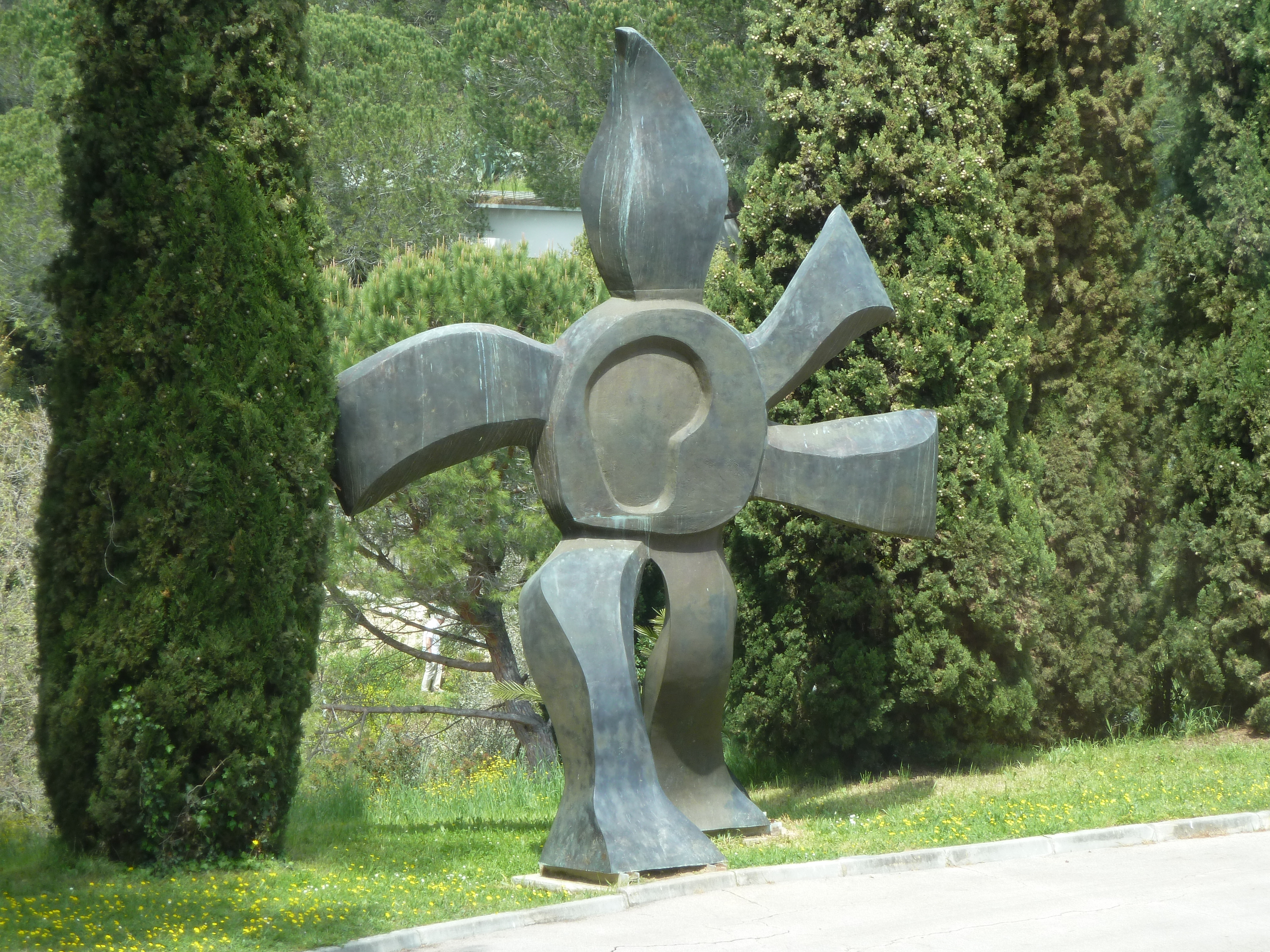
Vista de una escultura en el jardín

El museo cuenta con la mayor colección de obras de Léger en el mundo. Se compone de todo tipo de realizaciones del artista: pinturas, dibujos, cerámicas, bronces y tapices. Cubre diferentes períodos de su vida y permite seguir las diferentes fases creativas del artista, desde sus primeras y raras tentativas neo-impresionistas hasta el desarrollo de su cubismo característico, pasando por el retorno a la figura de los años 1940. El museo ofrece así una visión general de su variada obra.
La colección, única en su tipo, incluye muchas obras maestras que se encuentran entre las obras más famosas de Léger, en especial pinturas, como el Le 14 juillet (1914), Le Déjeuner (1920), Le Grand Remorqueur (1923), Composition à la feuille (1927), La Joconde aux clés (1930), Adam et Ève (1934), Les Loisirs sur fond rouge (1949) o incluso Les Constructeurs (1950) y La Grande Parade sur fond rouge (1954).